# 이천중학교
이천중학교(利川中學校)는 대한민국 경기도 이천시 안흥동에 있는 공립 중학교이다.

## 학교 연혁
- 1945년 4월 1일 : 이천 공립 농업중학교 개교, 초대 이병목 교장 취임
- 1951년 8월 31일 : 교육법 개정에 따라 3년제 이천중학교, 이천 농업 고등학교로 분리 개편
- 1954년 7월 7일 : 이천 중학교 남천 분교 3학급 인가
- 1955년 6월 1일 : 남천 분교 남천 중학교로 독립
- 1963년 1월 4일 : 이천 중학교 모가 분교 3학급 인가
- 1967년 12월 26일 : 모가 분교 모가 중학교로 독립(3학급)
- 1971년 9월 1일 : 이천 중학교와 이천 농업 고등학교로 분리
- 1982년 3월 1일 : 이천 중학교 호법 분교 인가, 개교
- 1994년 2월 28일 : 호법 분교 폐교
- 2018년 3월 1일 : 남녀공학 전환
- 2023년 3월 1일 : 제25대 남진영 교장 부임
- 2024년 1월 5일 : 제74회 졸업식(285명) 졸업생 총 인원수(29,933명)
- 2024년 3월 4일 : 315명 입학(남 208명, 여 107명)

## 참고 자료
- 이천중학교 - 한국교육학술정보원 학교알리미